# 艾哈迈德·侯赛因·加什米
艾哈迈德·侯赛因·加什米（阿拉伯語：أحمد حسين الغشمي，1941年—1978年6月24日）从1977年10月11月至8个月后他死亡为止担任也门阿拉伯共和国总统。
加什米获得权力是当他的前任易卜拉欣·穆罕默德·哈姆迪被暗杀。加什米本人后来也被暗杀。当时他正要会见也门民主人民共和国总统萨利姆·鲁巴伊·阿里派来的一名特使，特使带来的手提箱里据说有一份秘密信件，这时手提箱爆炸了，加什米和特使被当场炸死。安放炸弹的人不得而知。巧合的是，鲁巴伊本人也在此事件发生三天后死亡。
| 前任： 易卜拉欣·穆罕默德·哈姆迪 | 北也门总统 1977–1978 | 繼任： 阿卜杜·卡林·阿卜杜拉·阿拉斯 |